# Torino Marques
Adonias Marques de Abreu (Vitória, 17 de fevereiro de 1967), mais conhecido como Torino Marques,  é um jornalista, redator e político brasileiro filiado ao Partido Trabalhista Brasileira (PTB). Em 2018, foi eleito deputado estadual do Espírito Santo.